# Acide méthylphosphonique
L'acide méthylphosphonique est un composé organique de formule chimique CH3PO(OH)2. Il se présente comme un solide blanc non volatil soluble dans l'eau les alcools mais faiblement soluble dans les solvants organiques.
Il peut être préparé à partir de triéthylphosphite (en) via une réaction de Michaelis-Arbuzov :
CH3Cl + P(OC2H5)3 → CH3PO(OC2H5)2 + C2H5Cl.
Le dialkylphosphonate est alors traité au chlorure de triméthylsilyle (CH3)3SiCl :
CH3PO(OC2H5)2 + 2 (CH3)3SiCl → CH3PO(OSi(CH3)3)2 + 2 C2H5Cl.
Le siloxyphosphinate est enfin hydrolysé :
CH3PO(OSi(CH3)3)2 + 2 H2O → CH3PO(OH)2 + 2 HOSi(CH3)3.